# Masalia marginata
Masalia marginata är en fjärilsart som beskrevs av Moore 1881. Masalia marginata ingår i släktet Masalia och familjen nattflyn. Inga underarter finns listade i Catalogue of Life.